# محسن دکمه‌چی
محسن دکمه‌چی (زاده ۱۳۳۷ / ۱۹۵۸ (میلادی) - درگذشته ۸ فروردین ۱۳۹۰) یکی از بازاریان شناخته شده بازار تهران است که به دلیل کمک به خانواده زندانیان سیاسی توسط وزارت اطلاعات در شهریور ۱۳۸۸ دستگیر و به بند ۲۰۹ زندان اوین و سپس زندان رجایی‌شهر کرج انتقال یافت. بعضی از منابع خبری غیررسمی خبر از مرگ او در ۸ فروردین ۱۳۹۰ داده‌اند. دکمه‌چی به بیماری سرطان پانکراس مبتلا بود. وی پیش از این نیز به دلیل کمک به خانواده زندانیان سیاسی تحت فشار قرار گرفته بود.
وی به اتهام حمایت مالی از خانواده‌های زندانیان سیاسی به تحمل ۱۰ سال حبس در زندان گوهردشت محکوم شده بود.